# مادر قابل توجه
مادر قابل توجه (به انگلیسی: Significant Mother) یک سریال کمدی موقعیت آمریکایی است که توسط ارین کاردیلو و ریچارد کیت ساخته شده‌است
بازیگرانی مانند جاش زاکرمن، ناتانیل بوزولیک و کریستا آلن در این فیلم ایفای نقش می‌کنند. این فیلم در ۳ اوت ۲۰۱۵ در شبکه سی دابلیو آغاز شد و اجرای آن در ۵ اکتبر ۲۰۱۵ پایان یافت.
در ۱۶ فوریه ۲۰۱۶، زاکرمن در حساب توییتر خود اعلام کرد که این سریال برای یک فصل دوم برنمی گردد. در تاریخ ۱۸ فوریه ۲۰۱۶، ریچارد کیت این موضوع را تأیید کرد.

## بازیگران

### اصلی
- جاش زاکرمن در نقش ناتانیل «نیت» مارلو
- ناتانیل بازولیک در نقش جیموتی «جیمی» بارنز، دوست دیرینه نیت
- کریستا آلن در نقش لیدیا مارلو، مادر نیت

### مهمان
- جاناتان سیلورمن در نقش هریسون مارلو، پدر نیت
- اما فیتزپاتریک به عنوان سم دیلینگر، کارمند نیت در رستورانش
- جی علی در نقش آتیکوس آدامز، دوست پسر سم، یک کشاورز ارگانیک
- دنیس ریچاردز به عنوان پیپر اسپینر[۳][۴]
- لیندا گری به عنوان گامی، مادربزرگ نیت و مادر محافظه کار جنوبی لیدیا.[۵]
- جری اوکانل به عنوان باب بابکاک[۶]
- ارین کاردیلو به عنوان پارکر، همکار لزبین لیدیا
- میرچا مونرو به عنوان آنی

## پخش
مادر قابل توجه در ۳ اوت ۲۰۱۵ پخش شد.

## بازخورد
برایان لوری از ورایتی نوشت: "در حالی که این نمایش به لطف بازیگران انرژی زیادی دارد ولی بی نظمی زیادی در قسمت‌ها وجود دارد."